# Rue du Général-Appert
La rue du Général-Appert est une voie du 16e arrondissement de Paris, en France.

## Situation et accès
La rue du Général-Appert est une voie publique située dans le 16e arrondissement de Paris se trouvant au sein du quartier résidentiel de très haut standing dit « quartier de la Porte-Dauphine ». Elle débute au 46, rue Spontini et se termine au 72, boulevard Flandrin.
Le quartier est desservi par la ligne 2 à la station Porte Dauphine et par la ligne C à la gare de l'avenue Foch.

## Origine du nom
Elle porte le nom du général de division Félix Antoine Appert (1817-1891), qui était propriétaire d'une maison dans cette rue. 

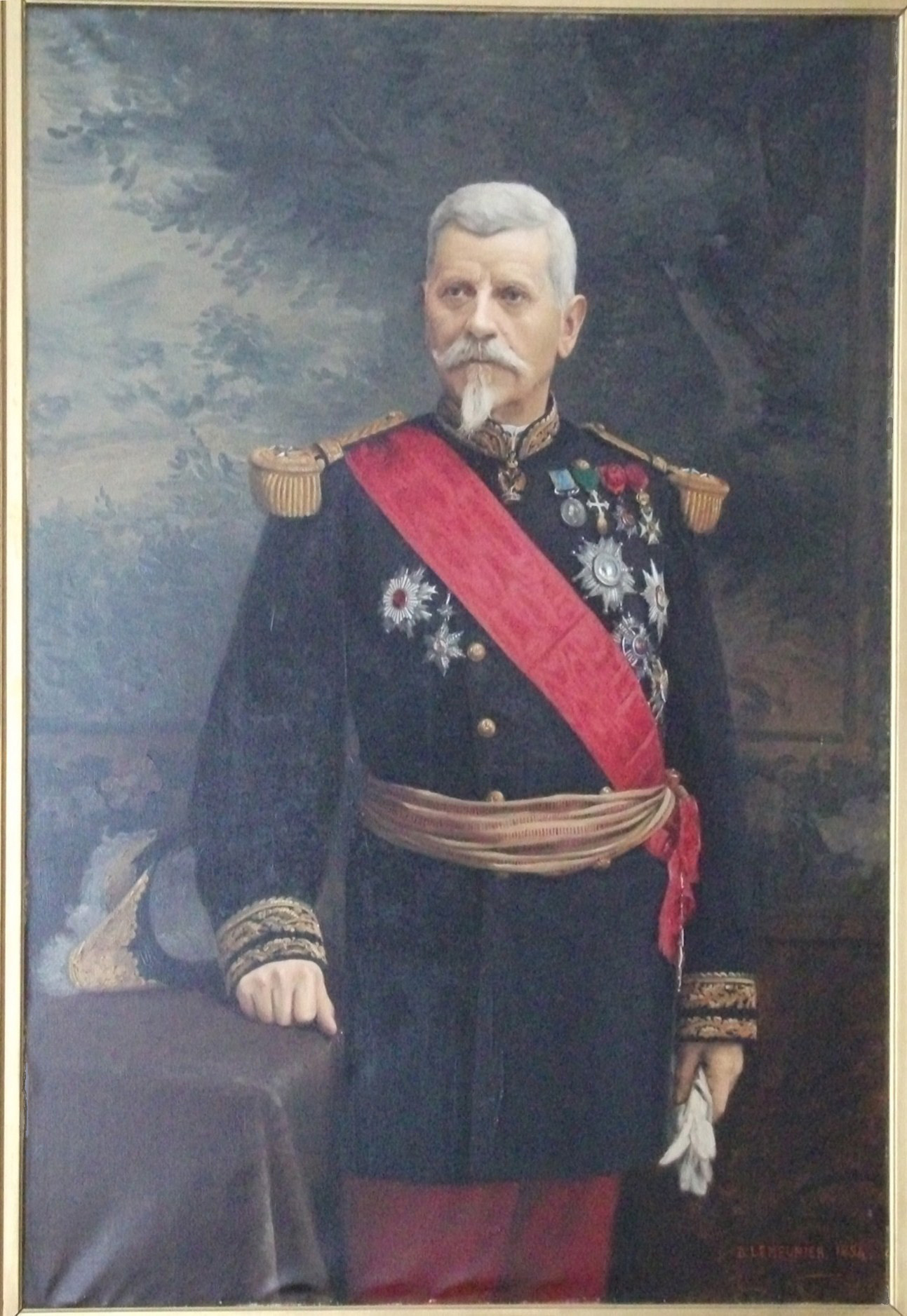
Félix Antoine Appert.

## Historique

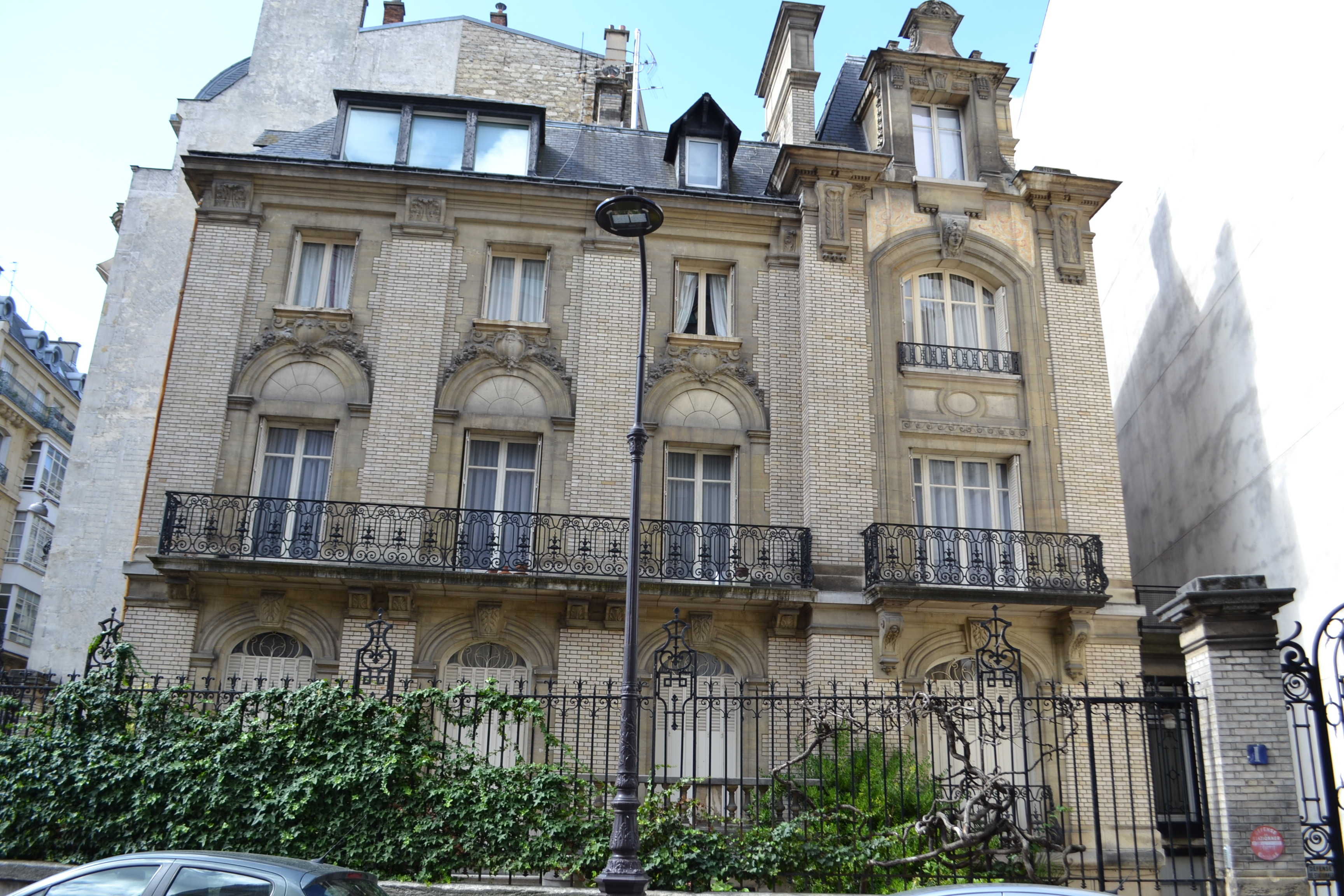
No 1 : hôtel particulier édifié en 1900.

Cette rue a été ouverte en deux phases :
1. la partie comprise entre la rue de la Faisanderie et le boulevard Flandrin a été ouverte en 1865, sous le nom de « rue de la Villa-de-la-Porte-Dauphine » puis « rue Appert », avant de prendre sa dénomination actuelle en 1893 ;
2. la partie comprise entre la rue Spontini et la rue de la Faisanderie a été ouverte en 1897, sous le nom de « rue Courcelle-Seneuil », avant de prendre sa dénomination actuelle par un arrêté du 7 décembre 1900.

## Bâtiments remarquables et lieux de mémoire

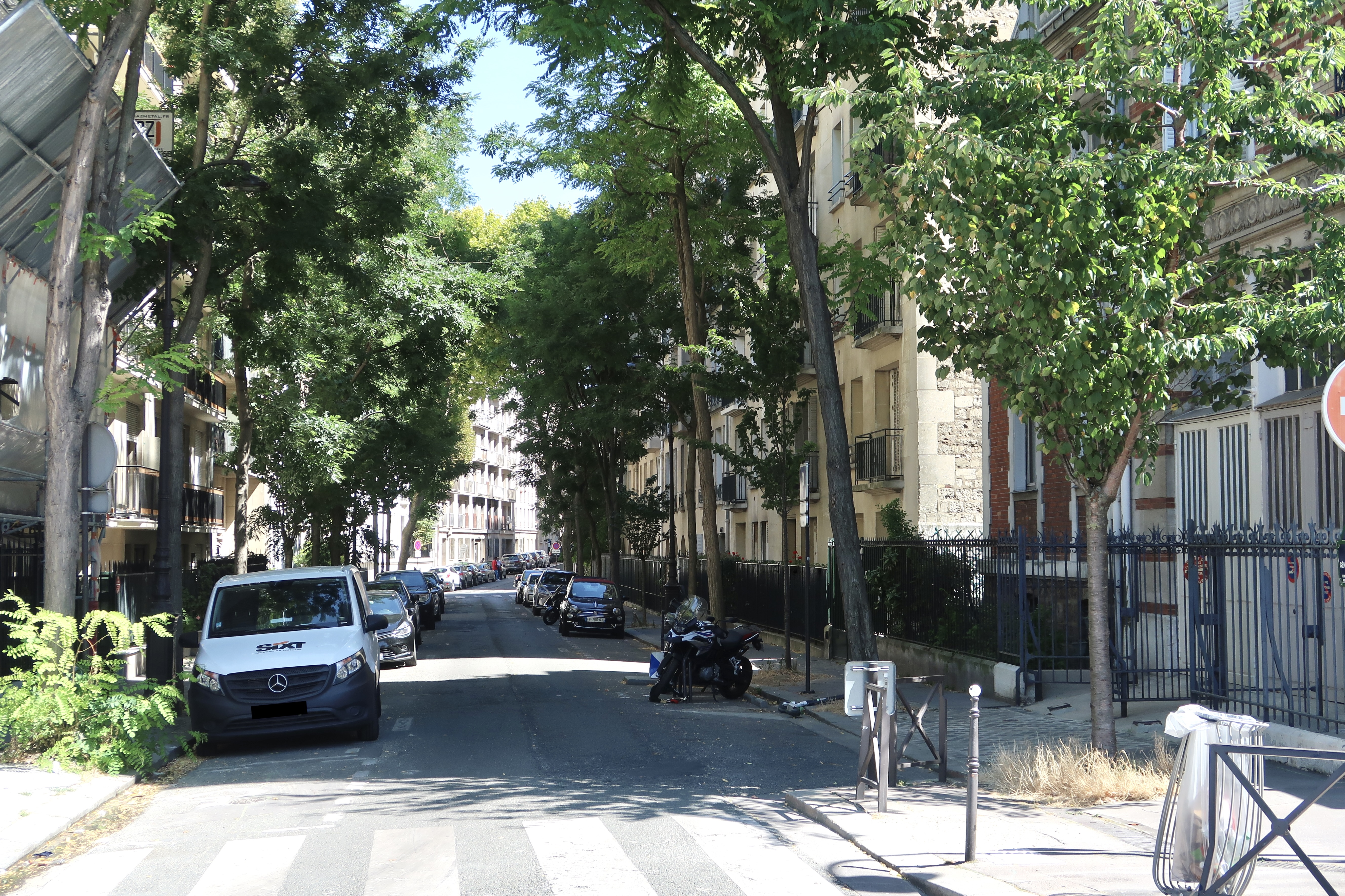
Au croisement avec le boulevard Flandrin.

- No 1 : hôtel particulier construit en 1900 par les architectes Langlois et Francotte.
- No 2 : immeuble de style gothique construit par l’architecte Léon Bénouville entre 1899 et 1901[1].
- No 5 : en 1900, avant la construction de l’actuel bâtiment, on trouve à cette adresse un hôtel qualifié de « princier » dans une petite annonce, « très artistiquement meublé », comprenant « 7 chambres à coucher, 4 salons, etc, avec tout le confort moderne, téléphone, électricité, etc », à louer à raison de 5000 francs par mois[2]. En 1911, un hôtel particulier est construit à cet emplacement par l'architecte Charles Adda pour Lucien Kahn[3] ; c'est aujourd'hui la résidence de l'ambassadeur du Pakistan.
- No 6 : Gabriel Ferrier (1847-1914), artiste peintre, y vécut[4].
- No 15 : c'est devant le no 15 que l'actrice américaine Jean Seberg a été retrouvée morte dans sa voiture le 8 septembre 1979[5].

### Bâtiment démoli
- No 4 : ambassade d'Estonie en France de 1936 à 1940. Hôtel particulier du début du XXe siècle racheté aux héritiers du baron Mallet. Bâtiment spacieux de trois étages, richement meublé, doté d'une cinquantaine de pièces et d'un grand escalier en marbre, il est rénové pour centraliser au même endroit les bureaux de l'ambassade, la résidence de l'ambassadeur ainsi que les logements des employés de la légation. En 1940, l'Estonie est envahie par l'URSS et la France perd la guerre face à l'Allemagne nazie. L'ambassadeur doit remettre les clefs du bâtiment à la préfecture de police. La propriété passe ensuite sous l'autorité de celle de l'URSS même si, sous l'Occupation, les Allemands y installent un bureau d'achat dans lequel travaille Michel Szkolnikoff, trafiquant et collaborateur. Rendu à l'Union soviétique en 1944, ce bâtiment est finalement démoli dans les années 1970 afin de construire à la place un immeuble destiné à loger les employés de la mission économique soviétique[6].